# Wilhelm Daniels (Politiker, 1903)

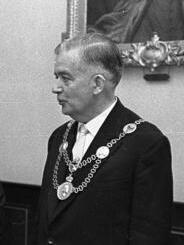
Wilhelm Daniels (1961)

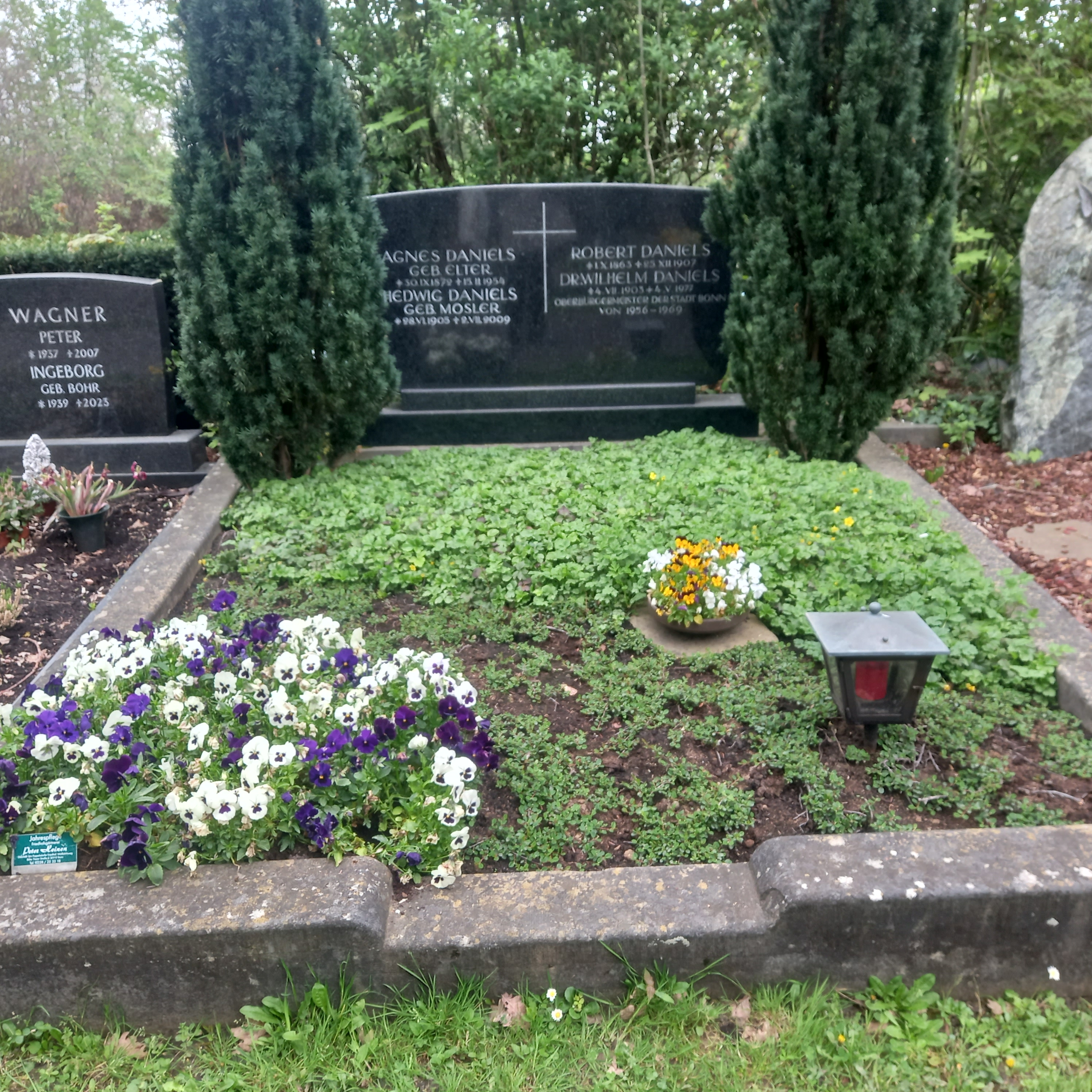
Das Grab von Wilhelm Daniels und seiner Ehefrau Hedwig geborene Mosler auf dem Poppelsdorfer Friedhof in Bonn

Wilhelm Daniels (* 4. Juli 1903 in Düsseldorf; † 4. Mai 1977 in Bonn) war ein deutscher Jurist und Kommunalpolitiker (CDU).

## Werdegang
Daniels kam als Sohn eines Kaufmanns zur Welt. Er studierte von 1922 bis 1926 Rechtswissenschaften in Freiburg i. Br., Berlin und Bonn und schloss 1928 mit Promotion ab. Er war zunächst als Gerichtsassessor tätig, ab 1937 als Notar.
1952 wurde er in den Stadtrat von Bonn gewählt. Von 1956 bis 1969 war er Oberbürgermeister von Bonn.
Zur Bundestagswahl 1969 wollte er als CDU-Kandidat im Wahlkreis Bonn antreten, den bis dahin immer Bundeskanzler Konrad Adenauer gewonnen hatte. In der CDU-internen Abstimmung unterlag er jedoch seinem Konkurrenten Alo Hauser. Daniels trat daraufhin als Einzelbewerber an, wobei er 20,1 % der Stimmen erreichte, während Hauser mit 37,9 % den Wahlkreis gewann.
Wilhelm Daniels war verheiratet mit der Volkswirtschaftlerin Hedwig Daniels, Tochter des Juristen Karl Mosler und Schwester des Völkerrechtlers Hermann Mosler. Ihr Sohn Hans Daniels (* 1934 in Düsseldorf) war von 1975 bis 1994 ebenfalls Oberbürgermeister von Bonn und gewann zweimal den Wahlkreis Bonn bei Bundestagswahlen.
Er war Mitglied der katholischen Studentenverbindungen KStV Flamberg Bonn, KStV Askania Berlin, KStV Brisgovia Freiburg und KStV Arminia Bonn.

## Ehrungen
- 1966: Großes Verdienstkreuz der Bundesrepublik Deutschland
- 1969: Ehrenbürger von Bonn